# Gützold
John Gützold et son épouse créèrent en 1946 une fabrique de pistons à Zwickau en Allemagne. En 1948 il construit un train miniature en bois et métal. En 1950 il fabrique un train complet miniature à l'échelle HO (1/87) pour un système de rails en courant alternatif à 3 brins et s'investit ensuite dans une production industrielle de trains miniatures HO. En 1952 il fabrique le premier prototype de locomotive allemande en classe BR24. En 1982 la société est absorbée par la firme Toys Sonneberg et les produits Gützold sont commercialisés sous la marque Piko. En 1990 après la réunification de l'Allemagne Gutzold redevient une entreprise familiale et élargit la gamme de produits en adoptant l'échelle TT.
En 2012 Bernd Gützold prend sa retraite et la société est achetée en 2013 par des investisseurs allemands.

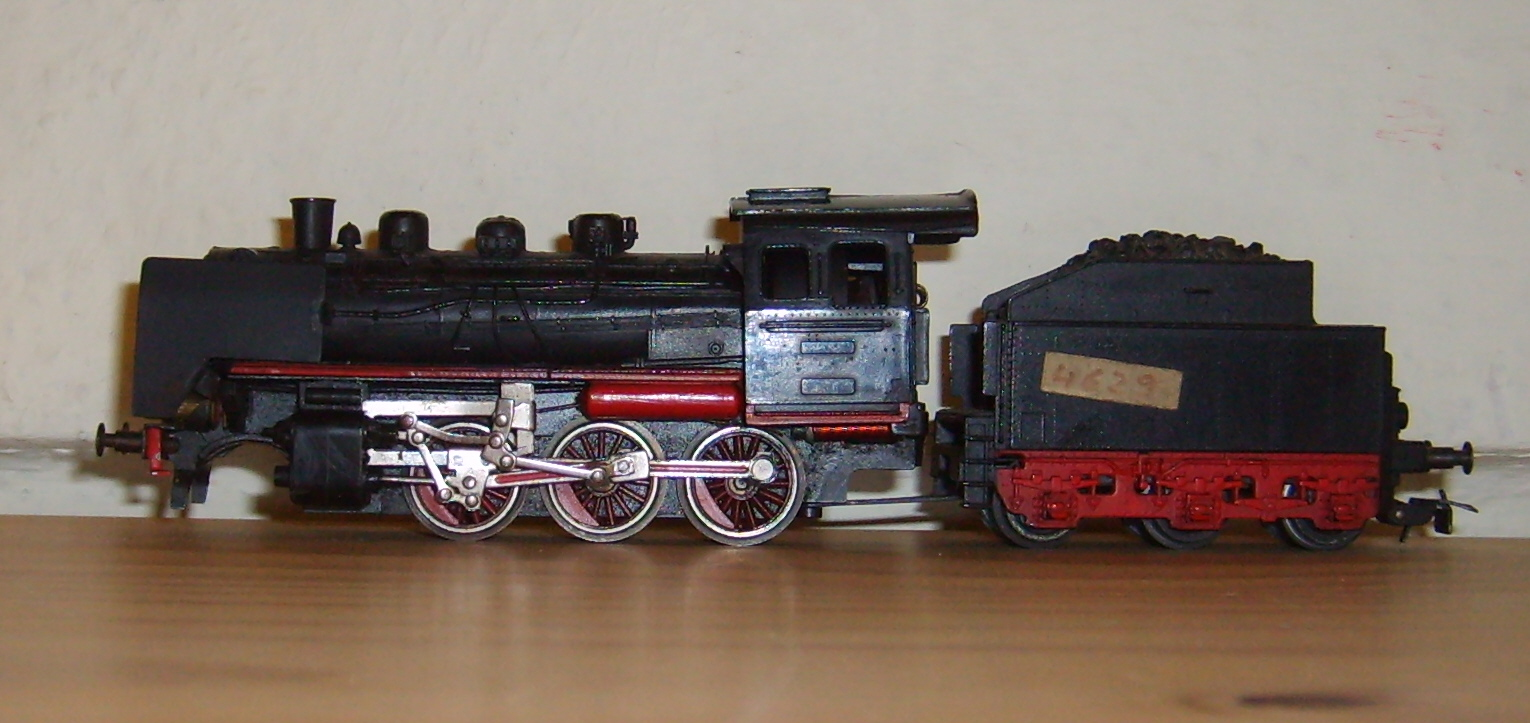
Locomotive Gützold S5001392